# Andrea Stewart
Andrea Stewart es una autora chino-estadounidense conocida por escribir la saga fantástica de El imperio hundido. Es hija de inmigrantes y se crio en varios lugares de Estados Unidos. Sus padres siempre fomentaron la ciencia y la educación, por lo que pasó su infancia leyendo y creció inmersa en Star Trek. Actualmente vive en California.

## Obra
Saga El imperio hundido
- La hija de los huesos (The Bone Shard Daughter, 2020). Publicado en español por el sello Gamon de Trini Vergara Ediciones.[2]
- The Bone Shard Emperor (2021)
- The Bone Shard War (TBD)

## Recepción y premios
Andrea Stewart ha recibido valoraciones muy positivas por su trilogía El imperio hundido. En la revista Locus, Katharine Coldiron califica La hija de los huesos como "sorprendentemente compleja". En una reseña de The Book Reporter afirma que "reúne lo mejor de la fantasía, el romance y la ciencia ficción, mezclándolos en una gloriosa y única obra de ficción". Adam Weller, para Fantasy Book Review, dio a La hija de los huesos una puntuación de 9/10, y comentó que "Stewart tiene mucho que decir sobre nuestra propia sociedad. Te hace sentir emociones a través de un gran trabajo con los personajes y su sólida construcción del mundo". S. Qiouyi Lu, que escribe para Tor.com, califica de "fascinante" la construcción del mundo de la saga.
La hija de los huesos fue nominada a los premios Goodreads Choice Awards de Fantasía (2020), al premio Compton Crook (2021) y al premio BookNest a la mejor novela de publicación tradicional (2020). En 2021, fue una de las seis novelas nominadas en los premios British Fantasy en su categoría de mejor novela de fantasía.